# Јача доза мене
Јача доза мене је дебитантски студијски албум српске певачице Катарине Грујић. Албум је објављен 21. маја 2018. године за Grand Production.

## Списак песама
| №               | Назив              | Аутор(и)                                              | Трајање |  |
| 1.              | Нисам као друге    | Ј. Трифуновић (т), Д. Хандановић (м, а)               | 3:17    |  |
| 2.              | Ти и ја            | Н. Алексић (т), Д. Хандановић (м, а)                  | 3:16    |  |
| 3.              | Комотно            | М. Туцаковић (т), Д. Хандановић (м, а)                | 2:41    |  |
| 4.              | Јача доза мене     | Д. Миловановић (т), Д. Хандановић (м, а)              | 2:37    |  |
| 5.              | Емотивно дно       | Д. Миловановић (т), Д. Хандановић (м, а)              | 3:07    |  |
| 6.              | Рођена за бол      | Д. Миловановић (т), Срки бој (м, а)                   | 4:13    |  |
| 7.              | Док мирно спаваш   | В. Билановић (т), Н. Поповић (м, а), М. Новаковић (а) | 3:03    |  |
| 8.              | Краљица            | Б. Меловић (т, а), Срки бој (м)                       | 3:22    |  |
| 9.              | Једно ђубре обично | М. Туцаковић (т), Д. Хандановић (м, а)                | 3:23    |  |
| 10.             | Лутка              | М. Туцаковић (т), Д. Хандановић (м, а)                | 3:21    |  |
| 11.             | Грешка             | М. Туцаковић (т), Д. Хандановић (м, а)                | 3:29    |  |
| 12.             | Другови            | М. Туцаковић (т), Д. Хандановић (м, а)                | 3:49    |  |
| 13.             | Параноичан         | Д. Миловановић (т), Срки бој (м, а)                   | 3:30    |  |
| Укупно трајање: | Укупно трајање:    | Укупно трајање:                                       | 43:08   |  |

## Остале заслуге
- Миомир Милић — фотографије, дизајн омота